# Villanueva de Tapia
Villanueva de Tapia es un municipio español de la provincia de Málaga, Andalucía, situado en el nordeste de la comarca de Antequera, junto al límite con las provincias de Granada y Córdoba.

## Geografía
El municipio de Villanueva de Tapia se encuentra ubicado en la comarca nororiental de Málaga (NORORMA), limitando con las provincias de Granada y Córdoba. Tiene una extensión municipal de 22,12 km². y está situado a una altitud de 661 m. sobre el nivel del mar, limitando al norte con la localidad cordobesa de Iznájar, al sur con Archidona (Málaga), al este con Loja (Granada) y al oeste con Villanueva de Algaidas (Málaga). Otras poblaciones próximas al municipio son: Cuevas Bajas, Cuevas de San Marcos, Villanueva del Trabuco, Villanueva del Rosario, Rute (Córdoba) y Antequera. Con Málaga capital hay una distancia de 69 km.
El municipio se encuentra situado junto a la carretera A-333, entre Archidona y Alcaudete. Esta es la ruta que comunica el pueblo con los pueblos más cercanos como Iznájar, Salinas y Archidona.
De este municipio, sale además también la carretera comarcal MA-6100 en dirección a Villanueva de Algaidas. 
Aparte, el pueblo se halla situado a unos 7 kilómetros del nudo de autovías formado por la A-92 (Sevilla-Almería) y la A-92M (Málaga-Granada), y de la estación ferroviaria de Salinas, que forma parte de la línea entre Bobadilla y Granada.

## Historia
Durante la época Imperial romana el poblamiento de Villanueva de Tapia debió situarse del actual casco urbano, en ambos lados de la carretera MA-214 de Archidona a Iznájar, muy cerca del lugar conocido como “El Nacimiento”. Se han localizado restos de muros de época alto imperial, siglos I-II d. C., formados por piedras locales bien escuadradas, unidas a seco o con barro. La cerámica aparecida es de época alto imperial, se trata de pequeños trozos de terra sigillata decorada con círculos, guirnaldas, motivos animales y humanos.
Una segunda fase, la más representativa, corresponde al bajo imperio, s. IV d. C., con cerámica africanas ornamentadas con palmetas fusiformes, círculos concéntricos, dameros, etc. En ambas etapas aparece tanto vajilla de lujo como cerámica común, vajilla de cocina, doméstica, y grandes cacharros y ánforas. Son muy frecuentes los materiales constructivos tipo tégulas, ladrillos macizos e imbrices, así como restos metálicos y de vidrio.
La cerámica común y los materiales de construcción fueron fabricados en Villanueva de Tapia. Los restos calcinados de tégulas y ladrillos demuestran la existencia de un horno cercano. Según testimonios orales de algunos buenos conocedores del terreno, el horno podría estar un poco más arriba de donde se ha excavado, manifestando incluso la posible existencia de una fundición, por la gran cantidad de metal que aparece.
En este mismo yacimiento hay definido un horizonte cultural medieval, con una hilada de piedra que insinúa una posible estructura de vivienda. En el catálogo de yacimientos arqueológicos del Ministerio de Cultura, realizado por el Departamento de Arqueología de la Diputación Provincial de Málaga, aparecen recogidas dos necrópolis de época medieval. En la Avenida de la Constitución se encontraron restos pertenecientes a un esqueleto humano, sin ajuar ni materiales cerámicos, que podría pertenecer a época medieval.
En un informe arqueológico de la Diputación Provincial de Málaga (octubre de 1994), se realiza el siguiente Catálogo de Yacimientos de Villanueva de Tapia:
- Hoyo de Cabello: Restos de tégulas, imbrices y cerámica común romana, incluyen el yacimiento en este período. Posiblemente se tratase de una necrópolis.

- Casco Urbano de Villanueva de Tapia: Yacimiento ya analizado y cuya secuencia cultural corresponde a época romano-medieval.

- Molino de los Galeotes: Construcción hidráulica a base de piedras grandes y medianas, bien trabajadas y encuadradas, ligándose con mortero de cal. No se adscribe a ningún momento cultural determinado.

- Las Laderas del Aseo: Han aparecido tégulas, ladrillos, imbrices, sigillata y cerámica común romana.

Esta catalogación de yacimientos pone en evidencia la necesidad de una serie de excavaciones arqueológicas sistemáticas que aporten más información sobre la ya demostrada antigua ocupación humana de estas tierras.
El término del entredicho.
Hoy en día se sigue llamando popularmente a Villanueva de Tapia como “El Entredicho”. El origen de este nombre se remonta a la finalización de la conquista cristiana de esta zona. Iznájar es tomada en 1410, quedando bajo la jurisdicción de la Casa de Córdoba, y Archidona en 1462, conquistada por D. Pedro Téllez Girón, conde de Ureña y gran maestre de Calatrava, cuyos descendientes serán duques de Osuna. A partir de finales del siglo XV, las dos villas van configurando sus respectivos términos. 
En estos deslindes surgieron disputas vecinales, pues ambos Concejos pretendían hacerse con estas tierras, ricas en pastos, con un importante bosque mediterráneo y algunas hazas de labor.
Estas tierras quedaron en “entredicho” desde el siglo XVI, según consta en el Archivo Municipal de Iznájar, investigado por Ángel Aroca Lara, fechado en 9 de octubre de 1610, se afirma que Bartolomé García Repullo, de más de ochenta años de edad, vecino de Rute y labrador en Cuevas Altas, declara: “Después de hace setenta años poco más o menos conozco que el término del Entredicho, que está entre las villas de Iznájar y Archidona, fue, hasta 1602, tenido por término común de ambas villas y como tal lo pastaban con sus ganados, en comunidad los vecinos de ambas, y gozaban de los aprovechamientos de él”. Veinticuatro labradores más corroboran como testigos la antigüedad del nombre del Entredicho y la explicación que dan para justificar dicha denominación es: “Por pretender cada una de las dichas villas que era de su término y, por excusar diferencias, estaban convenidas en pastarlo en comunidad”. En el término del Entredicho, desde el siglo XVI, los conflictos se solucionan con acuerdos y pactos.
Demostrado el origen del nombre del Entredicho, no dejan de tener una cierta base de los argumentos populares que afirman que esta denominación obedece a que estas tierras siempre han estado en los límites de varias jurisdicciones.
En los años mil quinientos, el paisaje del Entredicho, en sus rasgos estructurales básicos, permanece igual que en la actualidad. El área de los cultivos era muy reducida. Semejaría islotes separados por el bosque de encinas, mayoritario en la zona, en la que también proliferarían los chaparros, quejigos y alcornoques. Los montes estarían mucho menos descarnados, más verdes, con zonas de pastos y mayor cubierta vegetal. El clima era el mismo, aunque durante el siglo XVI hay constatadas alternativas violentas, años de sequía y hambre en todo el sur, a los que seguían años muy lluviosos. Durante la segunda mitad del siglo, las fluctuaciones siguieron siendo acusadas.
Archidona e Iznájar ejercían en la práctica una relación de Señorío sobre el Término del Entredicho, que se concreta en la mencionada “comunidad de pastos”. Los dos Concejos nombraban comisionados para arrendar las tierras del Entredicho, durante uno o varios años, y para el “remate de la bellota”, los maravedís obtenidos se dividían entre las dos villas. Así consta en sendos cabildos celebrados en Archidona en 1591 y 1598. Conejo Ramilo, refiriéndose al Entredicho consideraba que “a finales del siglo XVI todavía no era más que una dehesa”. Más adelante, en 1618 se construyó la iglesia parroquial, lo que nos hace pensar que desde la segunda mitad del siglo XVI tuyo que haber un núcleo de población asentada en el conocido como “Término del Entredicho”. La existencia de un poblamiento medieval abunda en esta hipótesis, que por otro lado, viene apoyada por la lógica de unos arrendatarios ligados a unas labores y a una actividad ganadera, a los que no sería rentable recorrer varios kilómetros para hacer noche en las respectivas villas, en una época de malos caminos y rudimentarios medios de transporte.
La existencia se asentamientos diseminados es también muy probable, a algunos cortijos como el del Arroyo del Puerco se le asigna una antigüedad que fecha su construcción a finales del siglo XVI.
En los albores del siglo XVII el número de casas que constituían el término del Entredicho fue creciendo. El pueblo se empieza a sentir sometido a las autoridades de las villas mayores y con frecuencia surgirán problemas. Aroca Lara apunta la cuestión de las talas de árboles y cómo era más fácil obtener licencias en Archidona que en Iznájar. Cada vez serían más frecuentes las disensiones sobre competencias y atribuciones que se contemplarían como abusivas desde la pequeña villa. La Corona para acabar con los continuos conflictos y aliviar a la vez sus arcas, convierte en realengas estas tierras. Esto ocurre el 20 de junio de 1602. Pero los concejos de Archidona e Iznájar continúan explotándolas y repartiéndose los beneficios. La administración municipal llegaba donde aún no lo hacía la del Rey.
Al no ser rentables estas tierras, Felipe III decide venderlas. Produciéndose el fenómeno de “refeudalización”. La Corona ante las acuciantes necesidades económicas de su política exterior recurre a la venta de Señoríos, los términos de las villas y ciudades se desmembraron, creándose municipios nuevos. Éste será el caso del término del Entredicho que es vendido, el 21 de abril de 1603, en doce mil ducados, aunque la confirmación y finalización del acuerdo de vente se produce hasta la Real Cédula de S.M. D. Felipe III dada a 30 de octubre de 1605:
“Se concedió por una vía de venta y convenio al Licenciado D. Pedro de Tapia para sí y sus sucesores la jurisdicción, concediéndole facultad de nombrar personas que ejerzan la dicha jurisdicción y demás empleos de justicias”.
Don Pedro de Tapia no era un militar, sino un jurista, oidor en las Chancillerías de Valladolid y Granada y miembro del Real Consejo de Castilla. Estaba casado con la lojeña Clara del Rosal, conocida por su apellido materno, como Clara de Alarcón. D. Pedro fue además alcaide del castillo de Loja. A partir de él el oficio tiene carácter hereditario, pudiendo nombrar teniente a su cuñado D. Pedro del Rosal Luna y Alarcón, quien había tomado por él posesión en 1601.
El Entredicho cambia de nombre para llamarse Villanueva de Tapia. D. Pedro favorecía el asentamiento de nuevos labradores que trabajasen sus recién compradas tierras y la villa registraría un importante crecimiento. 
Las villas de Archidona e Iznájar consideraban que la jurisdicción que había vendido la Corona les seguía perteneciendo a ello va a dar lugar a numerosos conflictos que podemos clasificar en:
1.	La reclamación de los aprovechamientos indebidos, (1605).
2.	La crisis de la “comunidad de pastos”, (1609).
Las villas de Archidona e Iznájar continúan arrendando las tierras y repartiéndose sus beneficios. Según Aroca Lara, D. Pedro de Tapia y el fiscal del Supremo Consejo, D. Melchor de Molina, demandan justicia al rey, que redacta una serie de cédulas confirmando la posesión de estas tierras a favor de D. Pedro y que dieron como resultado, la creación de una comisión, presidida por D. Pedro Buitrago Aguilera, alcalde mayor de Loja y que según Conejo Ramilo pretendía: “cobrar del Cabildo ciento cuarenta y nueve mil ochocientos cuarenta y nueve maravedís, por concepto de los frutos del partido del Entredicho correspondientes a los años 1602 y siguientes”. En un acta capitular del Archivo de Archidona (3 de julio de 1605), Doña Catalina Enríquez de Rivera, duquesa de Osuna y condesa de Ureña ordena que sea revocada: “la jurisdicción que pretende D. Pedro de Tapia”. Según Aroca Lara las villas demandadas tuvieron que pagar, quedando zanjada la cuestión, en Archidona a 12 de julio de 1605. 
El segundo gran pleito se produce en 1609, y éste es generado por D. Pedro de Tapia que: “pretende arrogarse el derecho de que los ganados de sus labradores puedan salir a pastar a los términos fronterizos”. La comunidad de pastos era practicada cuando las villas grandes ejercían su dominio sobre amplios términos. Ahora es interpretada como un peligro para la propia soberanía e incluso como una causa de despoblamiento. 
Este pleito duraría algunos años más, pero hacia 1618, fecha en la que se produce la renuncia del oficio de alcaide del castillo de Loja, del Señor de Villanueva de Tapia a favor de su hijo D. Rodrigo de Tapia del Rosal y Alarcón, la villa que lleva su nombre habría conseguido la separación definitiva. 
La hija de D. Pedro de Tapia se casará con un Muñoz de Salazar, de Granada, rama familiar que llegará a poseer el Señorío de la nueva villa.
D. Rodrigo de Tapia fallece en 1650 sin descendencia, por lo que se origina un largo contencioso entre la familia Del Rosal.
En 1684 D. Pedro del Rosal Luna Alarcón y Rojas toma posesión del mayorazgo fundado por D. Pedro de Tapia y su esposa Dña. Clara del Rosal.
D. Pedro del Rosal es el nuevo señor de esta villa y respaldado por sus plenos poderes decide cambiar su nombre.
DIcho contencioso se resuelve finalmente con el matrimonio entre D. Juan Miguel Muñoz (nieto de D. Pedro de Tapia) y Dña. Margarita del Rosal (nieta de D. Pedro del Rosal), siendo el heredero de estos D. Juan José Muñoz de Salazar, Luján y Tapia el titular del señorío de Villanueva de Tapia. A él le sucederán su herederos, hasta llegar a la última persona que ejerció como Señora de la Villa de Villanueva de Tapia, Dña. Jesusa Allendesalazar y Muñoz de Salazar, condesa de Álbiz. A la muerte de esta, el conde viudo de Albiz, D. Antonio Comyn y Crooke venderá las tierras de Villanueva de Tapia a José Mejías Bermudez, vecino de la Villa, en el año 1920.

## Entorno natural
El terreno, es de naturaleza pedregosa, está accidentado y dominado por las estribaciones de la Sierra del Pedroso con una altura máxima de 1024 m sobre el nivel del mar. Los Cerros de Artillería y Gordo y las Lomas del Puerto y Cortijo Alto completan el conjunto montañoso en que se erige el término municipal de Villanueva de Tapia.
Presenta una orografía apenas alterada por unas lomas que introducen en el paisaje una cierta variedad. Sólo en la zona sur, con la Sierra del Pedroso al fondo (1025 metros), el terreno intenta dar un salto a lo abrupto, aunque sin conseguirlo del todo porque, a la postre, esta notable altura queda integrada sin estridencias en el amable paisaje circundante.
En la zona de la sierra la cubierta vegetal está integrada por pinar y monte bajo, e incluso por algunas viejas encinas, vestigios de la pérdida frondosidad de lejanas épocas. Pero la mayor parte de estas tierras está dedicada al olivar y al cereal. Este último cultivo abunda sobre todo en los campos más cercanos a la provincia de Córdoba.
El sur del núcleo de Villanueva de Tapia es un territorio que se caracteriza por poseer margas y margocalizas cretácicas. Al este de Villanueva de Tapia, limitado con Córdoba, Granada y la Sierra del Pedroso, los materiales son triásicos con unas pendientes medias que oscilan entre el 5 y el 10%. 
En cuanto a la hidrología de la zona tiene interés ambiental, en particular las aguas que vierten a la Laguna de Villanueva de Algaidas (Llanos de la Laguna), por tratarse de una cuenca endorreica. Existe otra pequeña cuenca endorreica perteneciente íntegramente al término municipal de Villanueva de Tapia, que limita hacia el suroeste con el cortijo de Las Monjas. 
Entre los cauces que surcan el territorio del municipio podemos citar el arroyo del Cerezo, que lleva sus aguas al embalse de Iznájar, siendo el cauce más importante del municipio, sirviendo en parte como límite con el término municipal de Iznájar (Córdoba). Se forma al unirse el arroyo de la Aulaguilla (el cual recibe su nombre del lugar de nacimiento) con el arroyo de la Cerca, que nace en la fuente de la Matea. 
Otro cauce a reseñar es el arroyo de Capuchinos o arroyo del Puerco, que también vierte sus aguas al arroyo del Cerezo, al igual que el arroyo del Borbollón que nace en la fuente de su mismo nombre. El arroyo de la Mina vierte al arroyo del Cerezo a través del barranco de Valholgado. 
Todos estos arroyos llegan directa o indirectamente a la cuenca del río Genil. Desde la laguna de Villanueva de Algaidas y los parajes Roquinen y La Huertecilla nace el arroyo de la Negra, perteneciente a la cuenca del Guadalhorce, ya en la cuenca del Sur. 
Las fuentes naturales principales son las de la Matea, Nacimiento y Borbollón. 
Por otra parte, el clima predominante es el Mediterráneo Continental, siendo habituales las tormentas en agosto y octubre. Los vientos más frecuentes son el “Solano” del Suroeste, el “Granadino” del Norte (viento frío que suele traer nieves), y el “Terral” del Noroeste. La temperatura media anual ronda los 15,6 °C. 
Teniendo en cuenta la nula influencia del Mar Mediterráneo, las temperaturas invernales se sitúan por debajo de 10 °C. Por el contrario, durante los meses de verano las temperaturas superan los 25 °C de media, llegándose en ocasiones y en algunos puntos concretos de la comarca a rondar temperaturas cercanas a 35 °C., con una media de 2700 horas de sol anuales. 
En cuanto a la fauna, predomina la caza menor con especies animales como el zorro, la perdiz y el conejo. En zonas de monte y sierra existen jabalíes, zorros, etc.

## Geografía humana

### Demografía
Cuenta con una población de 1396 habitantes (INE 2024).
| Gráfica de evolución demográfica de Villanueva de Tapia entre 1842 y 2021                                             |
| |
| Población de derecho según los censos de población del INE. Población de hecho según los censos de población del INE. |

### Economía

#### Evolución de la deuda viva municipal
| Gráfica de evolución de Deuda viva del Ayuntamiento de Villanueva de Tapia entre 2008 y 2019                                |
| |
| Deuda viva del Ayuntamiento de Villanueva de Tapia en miles de Euros según datos del Ministerio de Hacienda y Ad. Públicas. |

### Transporte y comunicaciones
Desde cualquier lugar de la Costa del Sol se llega a Málaga por la Autovía del Mediterráneo (A-7; N-340). En la capital de la provincia hay que tomar la salida a Antequera-Granada-Sevilla-Córdoba por la autovía A-45 (N-331). Justo antes de llegar al puerto de Las Pedrizas, es preciso situarse en el carril de la derecha para continuar hacia Granada (la señalización es muy precisa) por la A-359. Al llegar al nudo de comunicaciones de Estación de Salinas, hay que acceder a la A-333, que conduce directamente a Villanueva de Tapia.

## Centros educativos
Villanueva de la Tapia cuenta con los siguientes centros educativos:
- C.E.I.P. Rafael Alberti: centro de educación infantil y primaria.
- E.I. Villanueva de Tapia: escuela infantil de 0 a 3 años.
- S.E.P. El Entredicho: centro de educación de adultos.

## Asociaciones
En este municipio hay algunas asociaciones muy activas que propician la realización de eventos a lo largo de todo el año.
- Asociación de mujeres "Villa del Rosal".
- Banda de música "Jesús Nazareno"
- Asociación de Madres y Padres del C.P. Rafael Alberti.
- Cofradía Ntro. Padre Jesús Nazareno y María Santísima de los Dolores.
- Unión Deportivo Tapia.
- Club “Los Tirachinas del Sur”.
- Coro Rociero "Raices del Entreicho".
- Asociación "Amigos del Paso".
- Asociación de mayores "Espíritu Joven".
- Asociación motera "Los Rompedizos".
- C.D. de Senderismo "Trifinio".
- Asosiacion “Vaya planesillo”

## Fiestas y Tradiciones
A lo largo del año, en Villanueva de Tapia tienen lugar numerosas fiestas.
- Día de la Candelaria. Noche del 1 de febrero
- Día de Andalucía. 28 de febrero.
- Carnaval.
- El paso de Villanueva de Tapia. Sábado previo a la Semana Santa. Entrada gratuita.
- Semana Santa. Desfiles procesionales: Jueves Santo (por la noche), Viernes Santo (mediodía y por la noche el Santo Entierro), Domingo de Ramos (por la mañana).
- San Marcos. Fiesta local. 25 de abril.
- Romería de San Isidro. Domingo más cercano al 15 de mayo.
- Feria de San Antonio. Se celebra el fin de semana más próximo al 13 de junio.
- Tapia Cup. Su celebración es en los dos primeros fines de semana del mes de julio.
- Festival Internacional de Cante de Poetas. Fin de semana en torno al 21 de julio.
- Semana Cultural. Primera semana entera de agosto.
- Real Feria de octubre. 10,11 y 12 de octubre.
- Navidad.